# Худа Љехота
Худа Љехота (слч. Chudá Lehota) насељено је мјесто са административним статусом сеоске општине (слч. obec) у округу Бановце на Бебрави, у Тренчинском крају, Словачка Република.

## Становништво
| Година:    | 1994. | 2004.   | 2014.   | 2024.    |
| ---------- | ----- | ------- | ------- | -------- |
| Број људи: | 224   | 221     | 206     | 227      |
| Разлика:   |       | -1,33 % | -6,78 % | +10,19 % |

| Година:    | 2023. | 2024.   |
| ---------- | ----- | ------- |
| Број људи: | 226   | 227     |
| Разлика:   |       | +0,44 % |

Према подацима о броју становника из 2011. године насеље је имало 203 становника.